# Груминг
Груминг (енг. grooming)  један је од најучесталијих, али и медијски експониранијих облика испољавања сексуалног насиља према деци на друштвеним мрежама. Ову методу користе насилници за реализацију секстинга, а потом и сексторжна и представља врбовање, мамљење, „тимарење“, подилажење особи како би се она приволела да пошаље властите сексуално експлицитне фотографије. Користећи се манипулацијом, суптилном комуникацијом, уз најчешће лажно представљање, незрело и наивно дете ће несмотрено и неприметно бити увучено у интеракцију и комуникацију која ће релативно брзо постати компромитујућа за њега.
Блиско везано за груминг  је и он-лајн сексуално напаствовање.

## Основне информације
Груминг  подразумијева процес врбовања деце у циљу придобијања за секстинг. Циљ гуминга је да се комуникацијом уз најчешће лажно представљање (и идентитета и мотива комуникације)... дуготрајном интеракцијом, повлађивањем, изнуђивањем, уценом, претњама...Као крајња поледица и груминга, а потом и секстинга јесте сексторжн (енг. sextorsion), односно експлоатација остварене компромитујуће комуникације и добијених фотографија које имају компромитујући карактер.
Према једној од највећих емпиријских студија ове врсте, заснованој на бази од око 140 000 риечи из ћаскаоница, у Великој Британији је направљен је модел он-лajн комуникацијске поруке, с циљем едукације и разумијевања вербалног понашања на којем се базира овладавање децом путем интернета од стране педофила. Према овом истраживању, груминг56 је развијен у три фазе: 
- Приступање, које је релативно једноставан корак који укључује, нпр., контактирање детета и успостављање неопходних аранжмана за ванмрежни контакт с дететом.
- Изолација комуникације, базира се на изградњи поверења или сазнању како су већ изолирани и тестирању спремности детета да се придржава намера педофила
- Стварање трајног односа, у циљу добијању сексуалног задовољења.

И док се сматра да је сексуално напаствовање чин личне природе, односно да напасник и жртва имају одређену (претходну) интеракцију (да се познају), груминг  се најчешће врши у затвореној комуникацији.